# Definição de situação
Definição de situação é uma noção sociológica, desenvolvida por William I. Thomas em sua obra The Unadjusted Girl de 1923.
A frase que consagrou essa noção e que ficou conhecida como o Teoria de Thomas foi: “Se os homens definem as situações como reais, elas são reais na suas consequências”.
Ela pode ser encontrada em uma obra de 1928 (The Child in America) escrita em co-autoria com Dorothy Swaine Thomas.
Para Howard S. Becker:
| “ | Uma das primeiras pessoas a ingressar no corpo de professores do Departamento de Sociologia da Universidade de Chicago foi William I. Thomas. Mesmo que um aluno não saiba mais nada sobre Thomas, ele provavelmente conhece a frase que o tornou famoso: 'se um homem define uma situação como real, ela se torna real em suas consequências'. Esta foi sua primeira elaboração do conceito de 'definição de situação' como elemento crucial para a compreensão da sociedade e da ação social. | ” |